# الملاذ آمن (مسلسل)
الملاذ الآمن هو مسلسل تلفزيوني عراقي من إخراج فلاح زكي.

## الممثلون
- عبد القادر الحلبي.
- كامل إبراهيم.
- سامي قفطان.
- طه سالم.
- ليلى محمد.
- كريم محسن.
- مازن محمد مصطفى.
- رياض شهيد.
- آلاء حسين.
- كريم عواد.
- آسيا كمال.
- طه علوان.[1]